# Coupe des champions de football

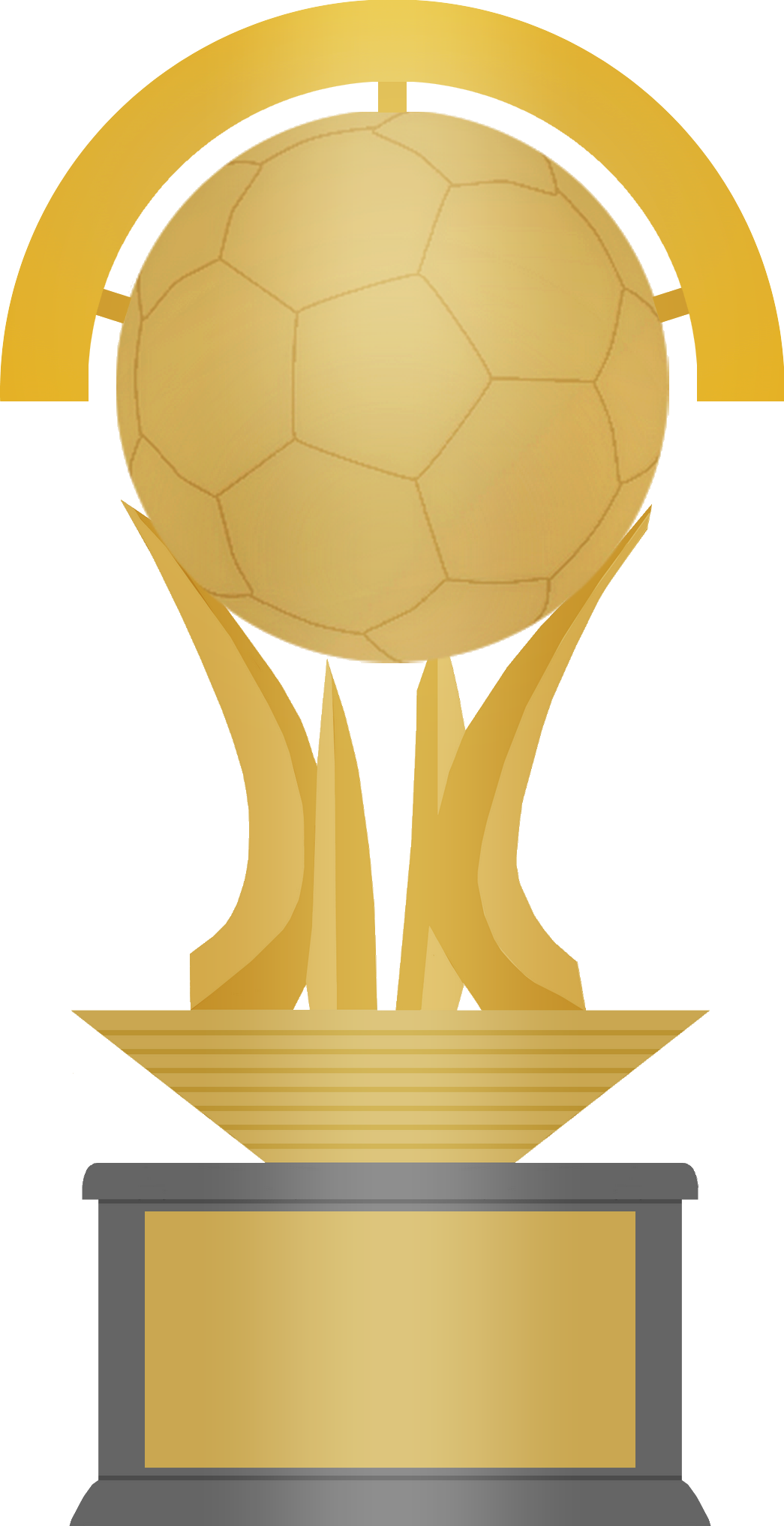
Coupe des champions, 2000.

La Coupe des champions de football (Copa dos Campeões en portugais) était une compétition brésilienne de football qui était organisée par la Confédération brésilienne de football (CBF) au début des années 2000 pour désigner le 4e représentant du Brésil en Copa Libertadores. 
Elle se disputait entre les vainqueurs du championnat de Rio, du championnat de São Paulo, du tournoi Rio-São Paulo, ainsi que les vainqueurs ou finalistes de divers tournois régionaux comme la Copa do Nordeste ou la Copa Sul-Minas. 
Elle fut disputée pour la première fois en 2000. Sa dernière édition a eu lieu en 2002.

## Palmarès
| Année | Champion     | Finale(s)                  | Finaliste    | 3e          | 4e           | Nombre de participants |
| ----- | ------------ | -------------------------- | ------------ | ----------- | ------------ | ---------------------- |
| 2000  | SE Palmeiras | 2 - 1                      | Sport Recife | CR Flamengo | São Paulo FC | 9                      |
| 2001  | CR Flamengo  | 5 - 3 2 - 3                | São Paulo FC | Cruzeiro EC | Coritiba FC  | 9                      |
| 2002  | Paysandu SC  | 1 - 2 4 - 3 (3 t.a.b. à 0) | Cruzeiro EC  | CR Flamengo | SE Palmeiras | 16                     |